# Туфли-балетки

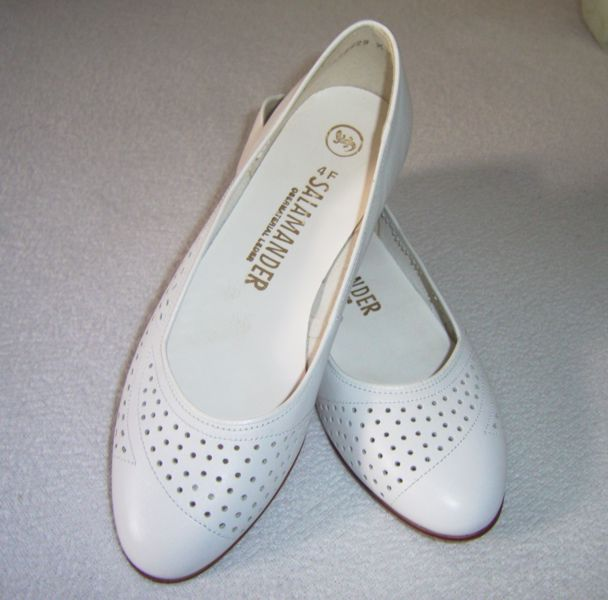
Туфли-балетки производства Salamander

Туфли-балетки

Бале́тки — классическая модель женских туфель с закрытым носком на плоской подошве или с маленьким устойчивым каблуком. Балетки получили своё название за сходство с профессиональной обувью в балете.
Балетки были созданы Сальваторе Капецио в конце XIX века в Нью-Йорке. В 1949 году балетки попали на обложку модного журнала «Vogue» и обрели всемирную популярность благодаря киноэкрану, где в них появлялись Одри Хепбёрн и Брижит Бардо. Следующая волна популярности балеток пришлась на 1980-е годы, с тех пор они считаются классикой моды.